# Musimy sobie pomagać
Musimy sobie pomagać (cz. Musíme si pomáhat) – czeski komediodramat z 2000 roku w reżyserii i ze scenariuszem Jana Hřebejka. Zdjęcia kręcono w miasteczku Jaroměř.

## Fabuła
Trwa II wojna światowa. Josef i Maria Čížkowie wiodą spokojne życie mimo okupacji niemieckiej. Największym ich problemem jest Horst Prohaska – volksdeutsch, który zaleca się do Marii. Pewnej nocy w domu Čížków pojawia się jednak młody Wiener, syn byłego pracodawcy Josefa i Horsta, który uciekł z obozu koncentracyjnego i poszukuje schronienia. Tymczasem odrzucony przez Marię Prohaska postanawia wprowadzić do nich sublokatora, którym jest hitlerowski urzędnik dr Kepke. Dla uniknięcia tego Čížkowie powiadamiają Prohaskę o przeszkodzie, jaką jest ciąża Marii; przyczyną dalszych problemów będzie fakt, że jej mąż jest bezpłodny.

## Obsada
- Bolek Polívka – Josef Čížek
- Anna Šišková – Marie Čížková
- Csongor Kassai – David Wiener
- Jaroslav Dušek – Horst Prohaska
- Martin Huba – dr Albrecht Kepke
- Jiří Pecha – František Šimáček